# Shattered Glass (pesem, Britney Spears)
»Shattered Glass« je pesem ameriške glasbenice Britney Spears. Pesem so napisali Lukasz »Dr. Luke« Gottwald, Claude Kelly in Benjamin »Benny Blanco« Levin, producirala pa sta jo Dr. Luke in Benny Blanco za šesti glasbeni album Britney Spears, Circus (2008). Pesem »Shattered Glass« je dance-pop pesem hitrega tempa z elementi diska, vokali Britney Spears pa naj bi bil preveč sprogramiran. Besedilo pesmi je zelo čustveno, Britney Spears pa poje o samo-odporu v svojem razmerju do slave.
Pesmi so glasbeni kritiki dodelili mešane ocene, nekateri so menili, da pesem vsebuje preveč pop in dance zvrsti, medtem ko so jo drugi označili za »generično« in polno. Čeprav pesem nikoli ni izšla neodvisno od albuma Circus oziroma le kot B-stran za pesem »Unusual You«, se je pesem uvrstila na mnoge Billboardove pesmi, med drugim je, na primer, zasedla sedemdeseto mesto na lestvici Billboard Hot 100, petinsedemdeseto mesto na lestvici Canadian Hot 100 in sedeminpetdeseto mesto na lestvici Billboard Pop 100.

## Ozadje in sestava
Pesem »Shattered Glass« je izšla kot B-stran singla »Unusual You«, ki je v Avstraliji in Novi Zelandiji 15. septembra 2009 izšel kot zadnji singl z albuma Circus. Pesem »Shattered Glass« je pop pesem hitrega tempa s poudarkom s poenotenim zvokom kitare, nazobčanimi in izkrivljenimi vokali v verzih in melodičnimi akordi. Britney Spears naj bi zvenela preveč sprogramirano, zaradi česar so pesem primerjali z mnogimi pesmimi iz njenega albuma Blackout (2007), čeprav je novinar kanala ABC News, Allan Raible, menil, da njen vokal v pesmi zveni bolj »živo« kot na kateri koli drugi pesmi z albuma Circus. Pesem vsebuje elemente teen pop, dance in elektronske zvrsti. Besedilo pesmi je zelo čustveno in govori o spogledovanju, izdaji in samo-odporu v razmerju do slave. Pesem so napisali Lukasz »Dr. Luke« Gottwald, ki je tudi produciral sedmi album Britney Spears, album Femme Fatale, in Bejamin »Benny Blanco« Levin v sodelovanju s Claudeom Kellyjem. Spremljevalne vokale sta zapela Claude Kelly in Windy Wagner.

## Sprejem
Novinar revije Entertainment Weekly, Chris William, je dejal: »Dr. Luke in Max Martin sta k pesmi prispevala svoj načrt B«. John Pareles iz revije The New York Times je napisal, da pesem »Shattered Glass« in singl »Womanizer«, glavni singl iz albuma Circus, »svoje električne učinke uporabljata za najstniške pop pripovedi o spogledovanju in izdaji.« Novinar spletne strani PopMatters pa je pesem označil za »albumov padec na popolni črti«, saj naj bi »razkrila svoja nagnjenja k enakemu topotanju, saj se ne more upreti pesmim, kot je 'Womanizer', vendar opazno zapade v kakovosti.« Jim Farber iz revije Daily News je napisal, da je pesem opisal kot »resničen zlom otroškega popa«, medtem ko jo je Ben Noramn s spletne strani About.com označil za »prelepo pop pesem s hitrim tempom«. Ben Kaplan iz revije National Post je pesem označil za »kitarsko obremenjeno pesem iz diska.«
Kljub temu, da je pesem izšla samo kot B-stran za singl »Unusual You«, se je pesem uvrstila na kar nekaj Billboardovih lestvic. Zaradi dobre digitalne prodaje albuma Circus je pesem zasedla sedemdeseto mesto na lestvici Billboard Hot 100 15. decembra 2008, vendar se že naslednji teden na lestvici ni pojavila več. Pesem »Shattered Glass« je pristala na sedeminpetdesetem mestu lestvice Billboard Pop Songs ter devetindvajsetem mestu lestvice Billboard Hot Digital Songs. Podoben uspeh je doživela tudi v Kanadi, kjer je na državni lestvici zasedla petinsedemdeseto mesto ter šestintrideseto mesto na lestvici Hot Canadian Digital Singles v istem tednu.

## Seznam verzij
- Avstralski in nizozemski CD s singlom[4]

1. »Unusual You« – 4:21
2. »Shattered Glass« – 2:53

## Ostali ustvarjalci
- Lukasz Gottwald – tekstopisec, producent
- Claude Kelly – tekstopisec, spremljevalni vokali
- Benjamin Levin – tekstopisec
- Benny Blanco – producent
- Britney Spears – vokali
- Windy Wagner – spremljevalni vokali

Vir:

## Dosežki
| Lestvica (2008)                                        | Dosežek |
| ------------------------------------------------------ | ------- |
| Kanada (Canadian Hot 100)                              | 75      |
| Združene države Amerike (Hot Canadian Digital Singles) | 36      |
| Združene države Amerike (Billboard Hot 100)            | 70      |
| Združene države Amerike (Billboard Pop 100)            | 57      |